# Dąb Hinckleya
Dąb Hinckleya (Quercus hinckleyi C.H.Mull.) – gatunek roślin z rodziny bukowatych (Fagaceae Dumort.). Występuje naturalnie w południowych Stanach Zjednoczonych – w Teksasie. 

## Morfologia
PokrójZimozielony krzew dorastający do 0,5–1,5 m wysokości. Tworzy kłącza. Kora jest łuszcząca się i ma szarą barwę.
LiścieBlaszka liściowa jest skórzasta i ma okrągławy kształt. Mierzy 1,5 cm szerokości, jest ząbkowana na brzegu, ma sercowatą lub uszatą nasadę i wierzchołek od tępego do ostrego. Ogonek liściowy jest nagi i ma 2 mm długości.
OwoceOrzechy zwane żołędziami o jajowatym kształcie, dorastają do 10–20 mm długości i 8–12 mm średnicy. Osadzone są pojedynczo w miseczkach w kształcie kubka, które mierzą 1–3 mm długości i 10–15 mm średnicy. Orzechy otulone są w miseczkach do 35–50% ich długości.

## Biologia i ekologia
Rośnie na pustynnych stokach. Występuje na wysokości od 1100 do 1400 m n.p.m.